# 臺中市葳格高級中學
臺中市葳格高級中學（全名葳格學校財團法人臺中市葳格高級中學、簡稱葳格高中），是臺中市北屯區一所私立完全中學，並為臺中市具有國際學校制度的本地學校之一。

## 歷史
- 2010年，成立「臺中市私立葳格高級中學籌備處」，4月13日校舍動工。
- 2011年12月，校舍完工。
- 2012年8月1日，「臺中市私立葳格高級中學」及其附設國民中學部，開始招收學生。
- 2013年8月1日，更名為葳格學校財團法人臺中市葳格高級中學，並成立國際班。[1]
- 2014年8月1日，經教育部國民及學前教育署核准，可招收國際學生，並為臺灣可招收國際學生的六間學校之一[2]。

## 歷任校長
| 任別  | 姓名   | 就職時間   | 卸任時間   | 職位       | 備註                                   |
| ----- | ------ | ---------- | ---------- | ---------- | -------------------------------------- |
| 第1任 | 張光銘 | 2011年12月 | 2014年6月  | 籌備主任   | 臺中市教育局副局長退休                 |
| 第2任 | 吳錫勳 | 2014年7月  | 2016年7月  | 總校長     | 彰化縣教育局局長退休                   |
| 第3任 | 謝慶宗 | 2014年10月 | 2017年6月  | 中學部校長 | 自葳格高中退休                         |
| 第3任 | 許焴楨 | 2016年8月  | 2017年7月  | 總校長     | 國立台中高工校長退休                   |
| 第4任 | 黃開成 | 2017年8月  | 2017年12月 | 總校長     | 台北國際學校校長退休                   |
| 第5任 | 鍾鼎國 | 2018年1月  | 2018年10月 | 總校長     | 桃園市立大園國際高級中學校長退休       |
| 第6任 | 詹義農 | 2018年11月 | 2021年6月  | 總校長     | 教務主任升任                           |
| 第7任 | 張祝芬 | 2021年     | 現任       | 中學部校長 | 臺北市私立康橋國際學校林口校區校長轉任 |

## 外部連結
- 臺中市葳格高級中學 （页面存档备份，存于）
- 臺中市葳格高級中學的Facebook專頁
- 臺中市葳格高級中學附設國中部 （页面存档备份，存于）
- 臺中市葳格高級中學附設國中部Facebook專頁 （页面存档备份，存于）